# Botsproef

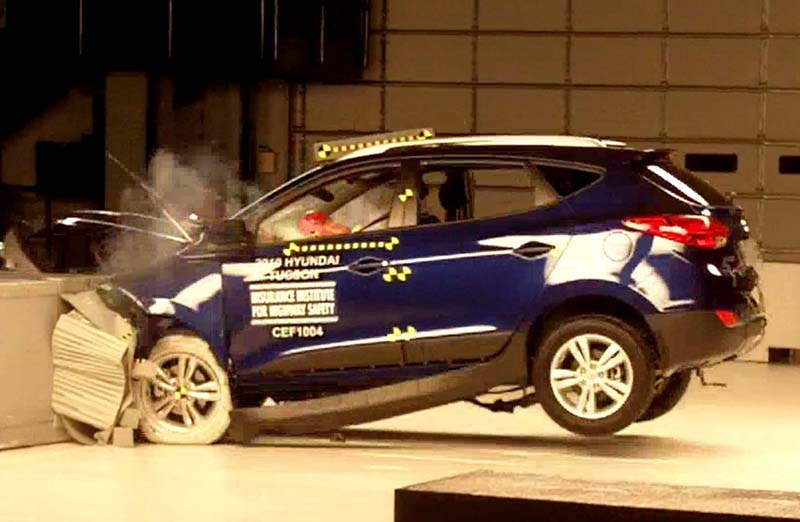
Een botsproef van een frontale botsing met een Hyundai Tucson.

Een botsproef of crashtest is een vorm van destructief onderzoek, met als doel de veiligheid van auto's en andere voertuigen te testen in geval van een botsing of aanrijding. Hiertoe wordt met auto's opzettelijk tegen bijvoorbeeld een muur of een andere auto gebotst, terwijl met sensoren wordt geregistreerd hoe hard bijvoorbeeld de klap van de impact is en wat de gevolgen voor eventuele inzittenden zijn. Als inzittenden van de auto worden meestal crashtestdummy's gebruikt.

## Soorten
De frontale botsing is voor velen de bekendste botsproef. Hierbij wordt een auto met verschillende snelheden tegen een betonnen muur gereden. Er bestaan echter ook varianten, zoals een gedeeltelijke frontale botsing, waarbij maar een klein deel van de voorkant van de auto daadwerkelijk de muur raakt. Hierdoor wordt de kracht van de botsing op een kleiner stuk van de auto uitgeoefend. Tevens wordt vaak getest op de effecten van een aanrijding van opzij, wat er gebeurt als een auto over de kop slaat, wat bij een botsing met een geleiderail en wat bij een aanrijding met bijvoorbeeld een fietser of voetganger.

## Data
Botsproeven worden altijd uitgevoerd volgens wetenschappelijke richtlijnen en veiligheidsvoorschriften. Botsproeven zijn vaak duur om uit te voeren, aangezien er veel voorbereiding bij komt kijken en voor elke botsing een auto moet worden opgeofferd. Daarom wordt ernaar gestreefd per test zoveel mogelijk data te verzamelen. Naast crashtestdummy's worden ook vaak versnellingsmeters, hogesnelheidscamera’s en sensoren op cruciale punten van de auto gebruikt voor het verzamelen van data. 